# Adalberto Martínez Flores
Adalberto Martínez Flores (Asunción, 8 de julio de 1951) es un eclesiástico católico paraguayo. Se desempeña como 7.º arzobispo de Asunción y Primado del Paraguay. Es el primer cardenal de la República de Paraguay.

## Biografía

### Familia
Adalberto nació un domingo 8 de julio de 1951, en Asunción, capital de Paraguay; segundo de cuatro hermanos nacidos del matrimonio formado por Esmeralda Flores Eisenhut y Aurelio Martínez Barúa.

### Formación
Sus estudios primarios los realizó en Coronel Oviedo hasta el quinto grado, luego el sexto lo hizo en la Escuela General E. Diaz y los secundarios en la Escuela Nacional de Comercio N.º 1, en Asunción. 
Sus estudios universitarios fueron tres años en la carrera de Administración de Empresas y luego Economía en la Universidad Nacional de Asunción. 
En 1973 viajó a Washington D. C., donde por dos años cursó estudios de Inglés avanzado y los estudios de Filosofía en la Facultad de Filosofía del Oblate College de Washington D. C. culminando en 1977. En esos años colaboró asiduamente en la pastoral hispana en apoyo al Centro Católicos Hispano del área con su director de entonces, el fraile capuchino Sean Patrick O'Malley.
En 1977 viajó a Italia para ingresar a la Escuela Internacional Sacerdotal de la Obra de María, en Frascati, Italia. En dicho recinto por aproximadamente dos años y medio fue formado en la espiritualidad y fraternidad sacerdotal inspirada en la unidad.  
En 1981, culminó los estudios de Sagrada Teología en la Pontificia Universidad Lateranense.
1981. Estuvo residiendo en la Argentina, colaborando con Pastoral Sacerdotal, Seminaristíca y Parroquial, estuvo en José de Paz y Avellaneda, hasta los años 1984.
Es presidente de la Organización Cooperación Social "San Roque González de Santa Cruz", donde albergan a personas con enfermedades renales (dializados), proveyéndole de medicamentos. Además, de mantener comedores para niños y adultos vulnerables.

### Sacerdocio
Recibió la Ordenación Diaconal el 7 de abril de 1985, en Saint Croix, Islas Vírgenes (EE. UU.) de manos del obispo Sean Patrick O'Malley, O.F.M. Cap.
El 24 de agosto del mismo año, también de manos del obispo O'Malley, recibió la Ordenación Presbiteral, esta vez, en la Parroquia "La Piedad", de la Arquidiócesis de Asunción.
Como sacerdote desempeñó los siguientes cargos 
- Ejerció el ministerio sacerdotal en Saint Croix y luego en St. Thomas entre 1985 y 1994.

Fue incardinado en la Arquidiócesis de Asunción, durante el episcopado de Mons. Felipe Santiago Benítez.
- Parroquia Sagrados Corazones de Jesús y María, entre 1994 y 1997.
- Asesor de la Pastoral de Juventud, Secretario del Primer Sínodo Arquidiocesano, y Consultor de Radio Cáritas.

## Episcopado

### Obispo Auxiliar de Asunción
Fue nombrado Obispo titular de Tatilti y Obispo Auxiliar de Asunción, el 15 de agosto de 1997 por el Papa Juan Pablo II.
Fue consagrado el 8 de noviembre de 1997, en la Catedral Metropolitana de Asunción, a manos del por entonces  Arzobispo de Asunción, Felipe Santiago Benítez Avalos. Sus co-consagrantes fueron el por entonces Obispo de Fall River, Sean Patrick O'Malley, OFM Cap. y el por entonces Obispo de Saint Thomas, Elliot Griffin Thomas.

### Obispo de San Lorenzo
Al crearse la diócesis de San Lorenzo, el 18 de mayo de 2000, fue nombrado Primer Obispo de la misma y tomó posesión de la nueva diócesis el 9 de julio de 2000, con la presencia de Obispos del Paraguay y de otras autoridades. 
Como primer Obispo, se constituyó en el organizador de la nueva diócesis, tanto en lo administrativo como en lo pastoral. Ejerció este ministerio incansablemente durante casi siete años.

### Obispo de San Pedro
El 19 de febrero de 2007 fue nombrado Obispo de la diócesis de San Pedro Apóstol y su toma de posesión fue el 14 de abril del mismo año. 
Colocó en marcha un nuevo Plan de Pastoral diocesana, reorganizó y fortaleció las diversas áreas pastorales, así como las parroquias, vicarías y capillas. Asimismo, le cupo llevar adelante tareas de gran impacto social, a través de diversos proyectos. Presidió y organizó la Coordinadora Multisectorial Sanpedrana, organismo que reúne a todos los sectores y fuerzas vivas del Departamento de San Pedro para pensar en el desarrollo sostenible y con equidad de la región, rica en recursos naturales.

### Obispo Castrense de Paraguay
Fue nombrado Obispo de las Fuerzas Armadas y la Policía Nacional por S.S. Benedicto XVI el 14 de marzo de 2012. Tomó posesión de la misma el 6 de mayo de 2012, con la presencia de los demás Obispos del Paraguay, el presidente de la República, en ese entonces, Fernando Lugo, y altas autoridades de las Fuerzas Armadas y de la Policía, en la Catedral del Obispado de las FFAA y la Policía Nacional de Paraguay en Asunción. 
Sigue como administrador apostólico de Obispado desde el 23 de junio de 2018 y sigue obstentando el grado de General de División.

### Obispo de Villarrica
El papa Francisco lo nombró obispo de la diócesis de Villarrica del Espíritu Santo el 23 de junio de 2018 y toma posesión en la Catedral Villarrica del Espíritu Santo el domingo 16 de septiembre de 2018.
En Villarrica se ha preocupado por su nueva diócesis en la organización de la misma, siguiendo los lineamientos del Papa Francisco de una Iglesia en salida.

#### Covid-19
Es un obispo defensor de los derechos de todos los paraguayos, por eso denuncia la falta de vacunas para combatir el covid-19 y el pésimo servicio de salud en el país.

### Arzobispo de Asunción
El 17 de febrero de 2022, el papa Francisco lo nombró arzobispo de Asunción. Tomó posesión canónica el 6 de marzo del mismo año.
El 29 de mayo de 2022, el Papa Francisco anunció que será nombrado cardenal en el próximo consistorio a celebrarse el 27 de agosto de 2022.

## Cardenalato
Fue creado cardenal por el papa Francisco en el Consistorio celebrado el 27 de agosto de 2022, asignándole el Título de San Juan ante la Puerta Latina.
El 7 de octubre de 2022 fue nombrado miembro de la Pontificia Comisión para América Latina.

## Responsabilidades en la CEP
- Responsable de la Coordinación Nacional de Pastoral de Comunicaciones desde 1997.
- Responsable de la Coordinación Nacional de Pastoral de Juventud desde 1997 hasta el 2007.
- Secretario General desde el 2005 hasta noviembre de 2015. Actualmente es también obispo de Comunicación, Laicos, Ecumenismo y Educación.
- Presidente de la conferencia Episcopal Paraguaya (2018-2021). Fue reelecto nuevamente para el siguiente período que comprende (2021-2024).[12]
- Presidente de Protección de Menores y Adultos vulnerables.
- Vice-coordinador de la visita del Papa Francisco al Paraguay.
- Fundador del Instituto de Pastoral de Juventud.

Como presidente de la Conferencia Episcopal Paraguaya ha manifestado que está a favor del diálogo y el progreso del País.

## Responsabilidades en el CELAM
- Fue Obispo Responsable de la Sección Juventud desde 2003 a 2007.
- Presidente del Departamento de Comunicación y Prensa del Consejo Episcopal Latinoamericano, por el periodo 2011-2015.